# Armstrong (Argentina)
Armstrong es una localidad del Departamento Belgrano, sudoeste de la provincia de Santa Fe, Argentina. Cuenta con una población de  12 939 habitantes según el Censo de 2022. Se ubica en la intersección de la Autopista Rosario - Córdoba, con la Ruta Nacional 178; dista 214 km de la capital provincial Santa Fe, 95 km de Rosario y 20 km de Cañada de Gómez.

## Historia
La ciudad fue fundada en 1882 por la Compañía de Tierras del Ferrocarril Central Argentino aunque los planos fueron oficialmente aprobados por el gobierno provincial en 1929. Tanto los inmigrantes de origen suizo como los de la región italiana de Friuli Venezia Giulia jugaron un papel importante en los primeros años de poblamiento.
Debe su nombre a Tomás Armstrong, uno de los pioneros en el desarrollo de la empresa ferroviaria. 
Para 1883 el pueblo tenía ya un almacén de ramos generales, estafeta postal y numerosos pobladores. Sería declarado ciudad el 4 de diciembre de 1984 por la Cámara de Senadores de la provincia de Santa Fe.

## Rutas y accesos
- Armstrong está situada estratégicamente sobre la Ruta 9 (a tres kilómetros del centro de la ciudad se encuentra la AU 9 paralela a la ruta 9), equidistante de las ciudades de Córdoba y Buenos Aires, y a sólo 92 kilómetros de Rosario. Desde la ciudad de Santa Fe, capital provincial, se llega a Armstrong transitando la autopista Santa Fe- Rosario hasta San Lorenzo, y desde allí, la ruta nacional N.º 9 hasta destino. La distancia a recorrer es de 204 kilómetros.
- Por el oeste de la ciudad ingresa la ruta provincial 15 y a cinco kilómetros al este se encuentra la ruta nacional 178 (ambas intersecan la AU 9)

## Economía
La economía es fundamentalmente agrícola y agroindustrial. Junto a la cercana localidad de Las Parejas, Armstrong se han convertido en un centro destacado en la fabricación de maquinaria agrícola para uso local y exportación. Estas dos ciudades juntas albergan el 20% del establecimiento productivo argentino de dicha industria. 
Armstrong alberga una feria agroindustrial anual, Agroactiva, que reúne a expositores y visitantes de todo el país y del extranjero. La industria de la maquinaria agrícola ha experimentado un auge desde principios del siglo XXI, a medida que se recupera la economía argentina.

## Deportes
Armstrong cuenta con dos equipos de fútbol, los Defensores y Barraca.
Además, posee otras instituciones con variedades de deportes, como los clubes Norte, Mickey, el Estudiantes del sur y Huracán.

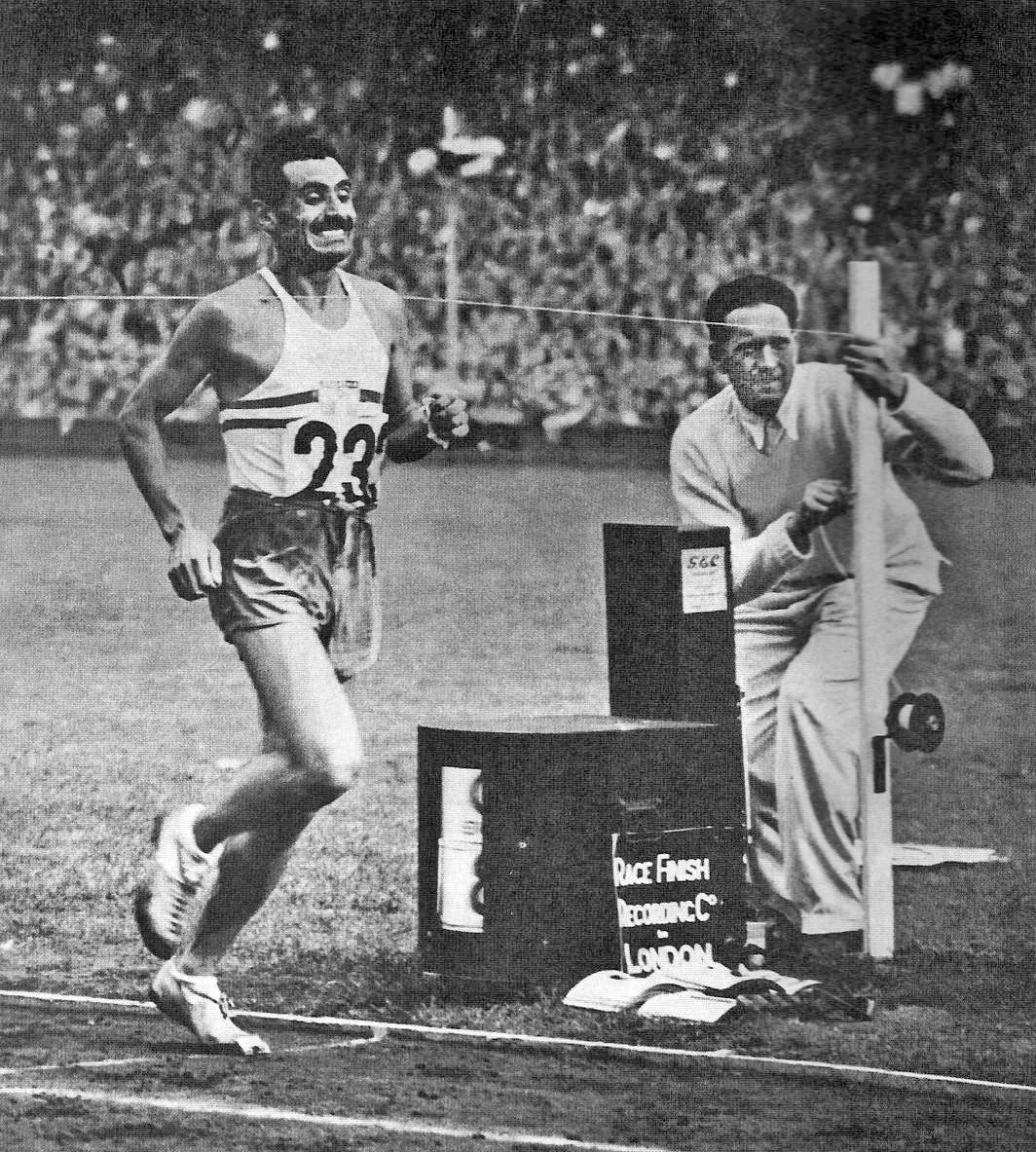
Delfo Cabrera al completar la maratón en Londres 1948

Este pueblo fue el que vio nacer el día 2 de abril de 1919 a Delfo Cabrera, atleta que se ganó el reconocimiento nacional y mundial al ganar la medalla de oro olímpica en la maratón de los Juegos Olímpicos de 1948 celebrados en Londres, tras superar al belga Étienne Gailly y al británico Thomas Richards. También destacó al ganar la medalla de oro, también en maratón, en los primeros juegos panamericanos de la historia en Buenos Aires en 1951. Debido a esta contribución por el reconocimiento del pueblo, el símbolo de los cinco aros olímpicos fueron implementados en el escudo del poblado y se le ha dedicado un documental grabado en Armstrong en 2019 llamado "Delfo: Huellas de un Pueblo", en el centenario de su nacimiento.

## Santa patrona
- Nuestra Señora de la Merced, festividad: 24 de septiembre.

## Creación de la comuna y del Municipio
- 14 de diciembre de 1882 (Comuna)

- 4 de diciembre de 1984 (Municipio)

## Población
Cuenta con 12.939 habitantes (INDEC, 2022), frente a los 11.181 habitantes del censo anterior (INDEC 2010)
| Gráfica de evolución demográfica de Armstrong (Argentina) entre 1980 y 2022 |
|                                                                             |
| Fuente: censos nacionales del INDEC                                         |

### Ubicación geográfica y datos del tiempo
- Coordenadas geográficas
- Coordenadas geográficas
- Datos del Clima

- Datos: Q2397804
- Multimedia: Armstrong, Santa Fe / Q2397804